# Mohsen Labidi
Mohsen Labidi (ur. 15 stycznia 1954 w Tunisie) – tunezyjski piłkarz występujący na pozycji obrońcy. Uczestnik Mistrzostw Świata 1978.

## Kariera klubowa
Podczas Mistrzostw Świata 1978 reprezentował barwy klubu Stade Tunisien. Grał też w saudyjskim Al-Ahli Dżudda.

## Kariera reprezentacyjna
W reprezentacji Tunezji uczestniczył w zakończonych sukcesem eliminacjach Mistrzostw Świata 1978. Na Mundialu wystąpił jedynie w pierwszym meczu grupowym z reprezentacją Meksyku, w którym wszedł na boisko w 88 min. zastępując Témime Lahzamiego. Uczestniczył również w przegranych eliminacjach do Mistrzostw Świata 1982.